# Edward Chikombo
Edward Chikombo (n. entre 1942 y 1943 - marzo de 2007) fue un periodista zimbabuense, quién hasta 2002, trabajó como camarógrafo para el Zimbabwe Boradcasting Corporation (ZBC). Fue asesinado hacia finales de marzo de 2007.
Se cree que Chikombo había enviado a medios internacionales, imágenes de la brutalidad policíaca en contra de militantes del Movimiento por el Cambio Democrático (MDC), incluyendo las fotos del líder opositor Morgan Tsvangirai que estaba hospitalizado después de un golpiza que recibió el 11 de marzo. El 29 de marzo, Chikombo había sido secuestrado de su hogar. Según The Independent:
Su captores manejaban una camioneta plateada de la misma marca utilizada en secuestros similares durante una campaña de terror de tres semanas, dirigida hacia opositores del gobierno.
Días después, fue hallado su cuerpo sin vida.
El homicidio fue condenado por los medios internacionales y por la Federación Internacional de Periodistas. Los asesinos no fueron identificados, y los medios internacionales vincularon el asesinato en una ''escalada de la campaña de violencia e intimidación por parte del gobierno'', haciendo referencia al régimen de Robert Mugabe. La muerte de Chikombo en 2007 presagió los asesinatos (según se reporta) de más de 80 partidarios del MDC, durante las elecciones presidenciales de Zimbabue de 2008, incluyendo al disidente Gibson Nyandoro y al activista Tonderai Ndira.